# Ondřej Synek
Ondřej Synek (Brandýs nad Labem-Stará Boleslav, 13 ottobre 1982) è un canottiere ceco, vincitore di un argento nel singolo a Pechino 2008.

## Palmarès
- Olimpiadi

Pechino 2008: argento nel singolo.
Londra 2012: argento nel singolo.
Rio de Janeiro 2016: bronzo nel singolo.
- Mondiali

Milano 2003: bronzo nel 2 di coppia.
Kaizu 2005: bronzo nel singolo.
Eton 2006: bronzo nel singolo.
Monaco di Baviera 2007: argento nel singolo.
Poznań 2009: bronzo nel singolo.
Cambridge 2010: oro nel singolo.
Bled 2011: argento nel singolo.
Chungju 2013: oro nel singolo.
Amsterdam 2014: oro nel singolo.
Aiguebelette-le-Lac 2015: oro nel singolo.
Sarasota 2017: oro nel singolo.
Plovdiv 2018: argento nel singolo.
- Europei

Poznań 2007: oro nell'8.
Montemor-o-Velho 2010: oro nel singolo.
Siviglia 2013: oro nel singolo.
Belgrado 2014: oro nel singolo.
Poznań 2015: argento nel singolo.
Račice 2017: oro nel singolo.